# Paratritania alternans
Paratritania alternans – gatunek chrząszcza z rodziny kózkowatych i podrodziny zgrzypikowych. Jedyny przedstawiciel rodzaju Paratritania.

## Zasięg występowania
Gatunek ten występuje w Ameryce Południowej, notowany w Gujanie Francuskiej i Zachodniej Brazylii (stany Rondônia i Mato Grosso).